# Smbatasar
Smbatasar är ett berg i Armenien. Det ligger i den centrala delen av landet, 90 kilometer öster om huvudstaden Jerevan. Toppen på Smbatasar är 2 820 meter över havet.
Terrängen runt Smbatasar är huvudsakligen kuperad, men söderut är den bergig. Närmaste större samhälle är Jermuk, 18,3 kilometer sydost om Smbatasar. 
Trakten runt Smbatasar består i huvudsak av gräsmarker. Runt Smbatasar är det ganska glesbefolkat, med 28 invånare per kvadratkilometer.